# Johann Spurzheim

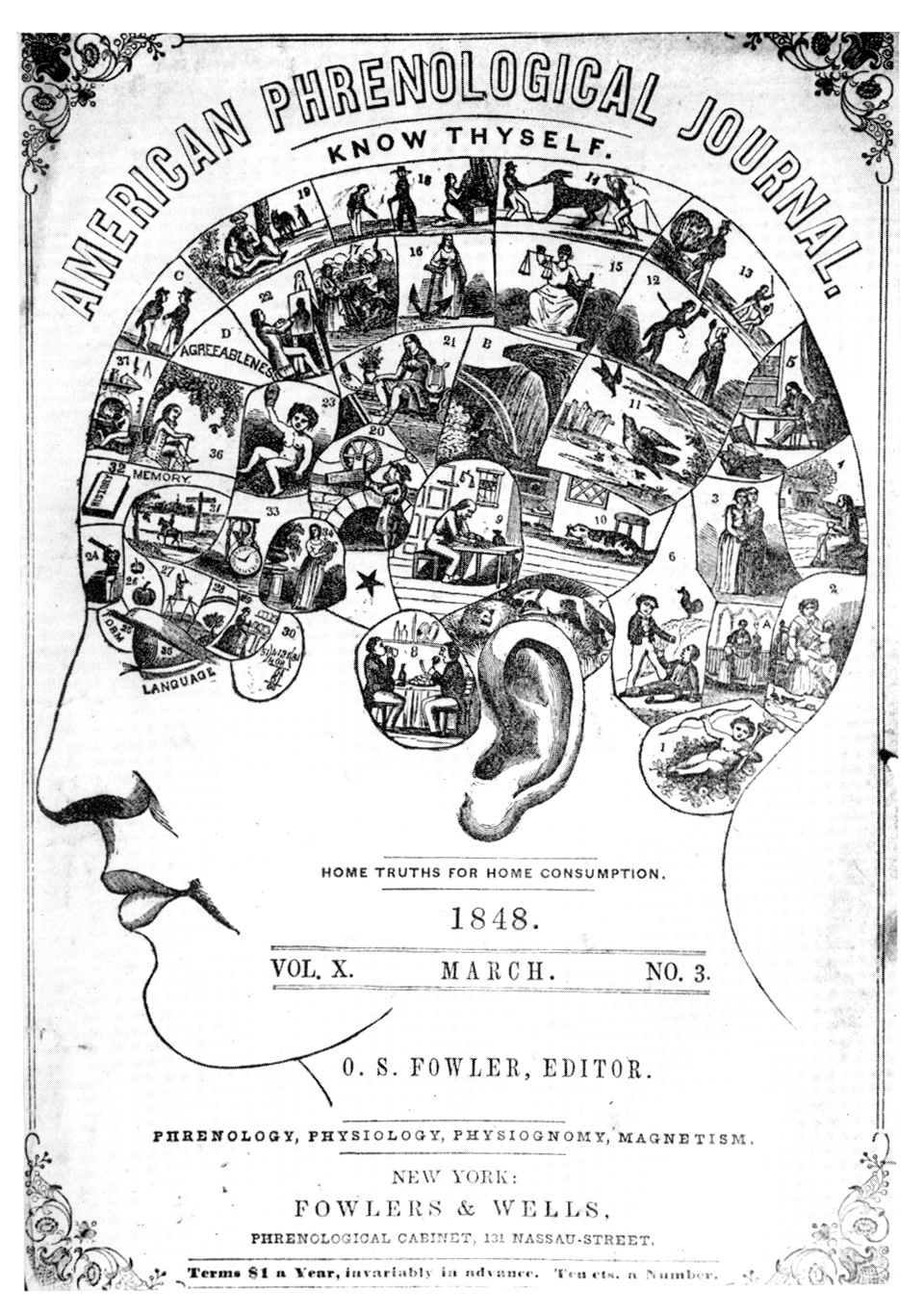
Diferentemente de seu mentor, Spurzheim defendia que não havia faculdades perversas responsáveis, por exemplo, pelo assassinato ou roubo.

Johann Gaspar Spurzheim (Tréveris, 1776 — Boston, 1832) foi um médico alemão e o mais importante discípulo de Franz Joseph Gall, sendo o responsável por disseminar a frenologia no Reino Unido e nos Estados Unidos.

## Biografia
Spurzheim nasceu na região de Tréveris e optou pela carreira médica a despeito do desejo de seus pais em prepará-lo para a vida clerical. Encontrou-se com Franz Joseph Gall pela primeira vez em 1800, quando estudava medicina em Viena, e quatro anos depois tornou-se seu assistente.
Permaneceram juntos por nove anos e Gall chegou a inserir o nome de seu assistente em alguns volumes de suas publicações (e.g. Anatomie et physiologie). Separaram-se em 1813, quando Spurzheim começou a desenvolveu o seu próprio sistema frenológico: propôs novos "órgãos" da mente, a diferenciação entre as faculdades intelectuais e sensitivas e, diferentemente de seu mentor, defendeu que não havia "faculdades perversas" responsáveis, por exemplo, pelo assassinato ou roubo. Para ele, estes comportamentos resultavam do abuso de outras faculdades ou do subdesenvolvimento daquelas responsáveis pela moral.
Spurzheim morreu de febre tifóide e seu crânio foi preservado e enviado à Faculdade de Medicina de Harvard, conforme sua vontade.